# Zoran Baldovaliev
Zoran Baldovaliev (in macedone Зоран Балдовалиев?; Strumica, 4 marzo 1983) è un ex calciatore macedone, di ruolo attaccante.

## Carriera

### Nazionale
Tra il 2003 ed il 2007 ha totalizzato complessivamente 4 presenze ed una rete con la maglia della nazionale macedone.

## Palmarès

### Club

#### Competizioni nazionali
- Coppa di Slovenia: 1

Publikum Celje: 2004-2005
- Campionato lettone: 1

Ventspils: 2006